# شارع الأمير محمد بن عبد العزيز (جدة)
شارع الأمير محمد بن عبد العزيز، يعتبر من أهم الشوارع الحضارية والحيوية في مدينة جدة ومركزاً من مراكز العمران نظراً لأن بين جانبيه تحمل أشهر الماركات وأرقاها والمطاعم المتميزة والمراكز التجارية الكبيرة والبنوك، كما أن في شارع التحلية يوجد واحد من أهم الأندية الرياضية وأعرقها في المملكة وهو نادي الأهلي السعودي مما جعل لهذا الشارع جمالية المكان وتميزه عن باقي شوارع المدن السعودية.
يبدأ الشارع من محطة تحلية مياه البحر الأحمر على الشاطئ وينتهي عندما يلتقي الخط السريع (طريق الحرمين) المؤدي إلى مكة المكرمة قاطعاً معظم شوارع جدة الرئيسية والحيوية.
واشتهر بشارع التحلية لوجود مبني إدارة الهيئة السعودية للمياه على نهاية الشارع ومن هنا سمي الشارع بهذا الاسم نسبة لهذه المؤسسة، وشكل المبني كالسفينة. 
يوجد في هذا الشارع 4 أشارات مرور و3 جسور مرورية و نفقين تحت الأرض.

## صور

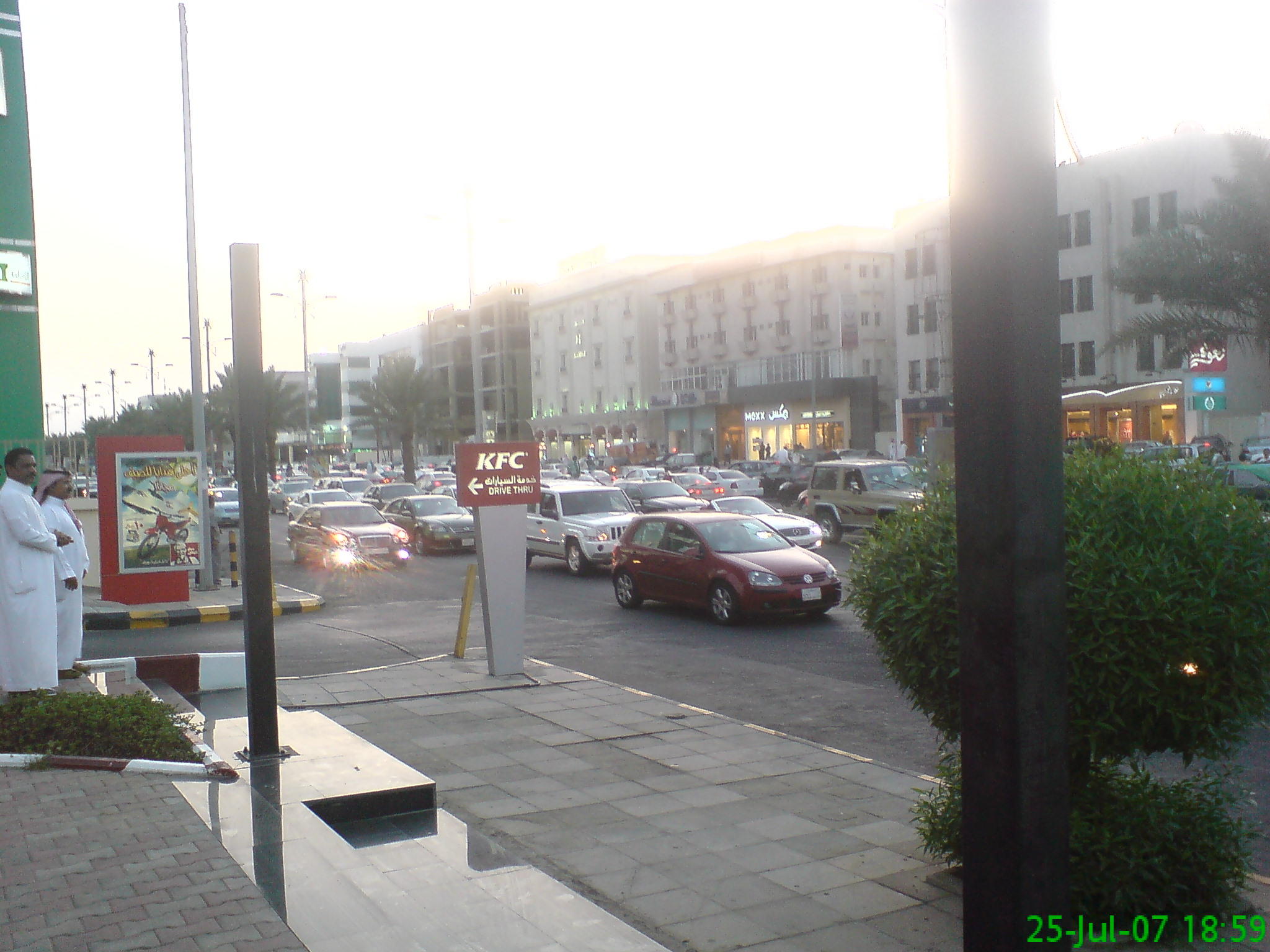
مشجعيين يتابعون مباراة السعودية واليابان
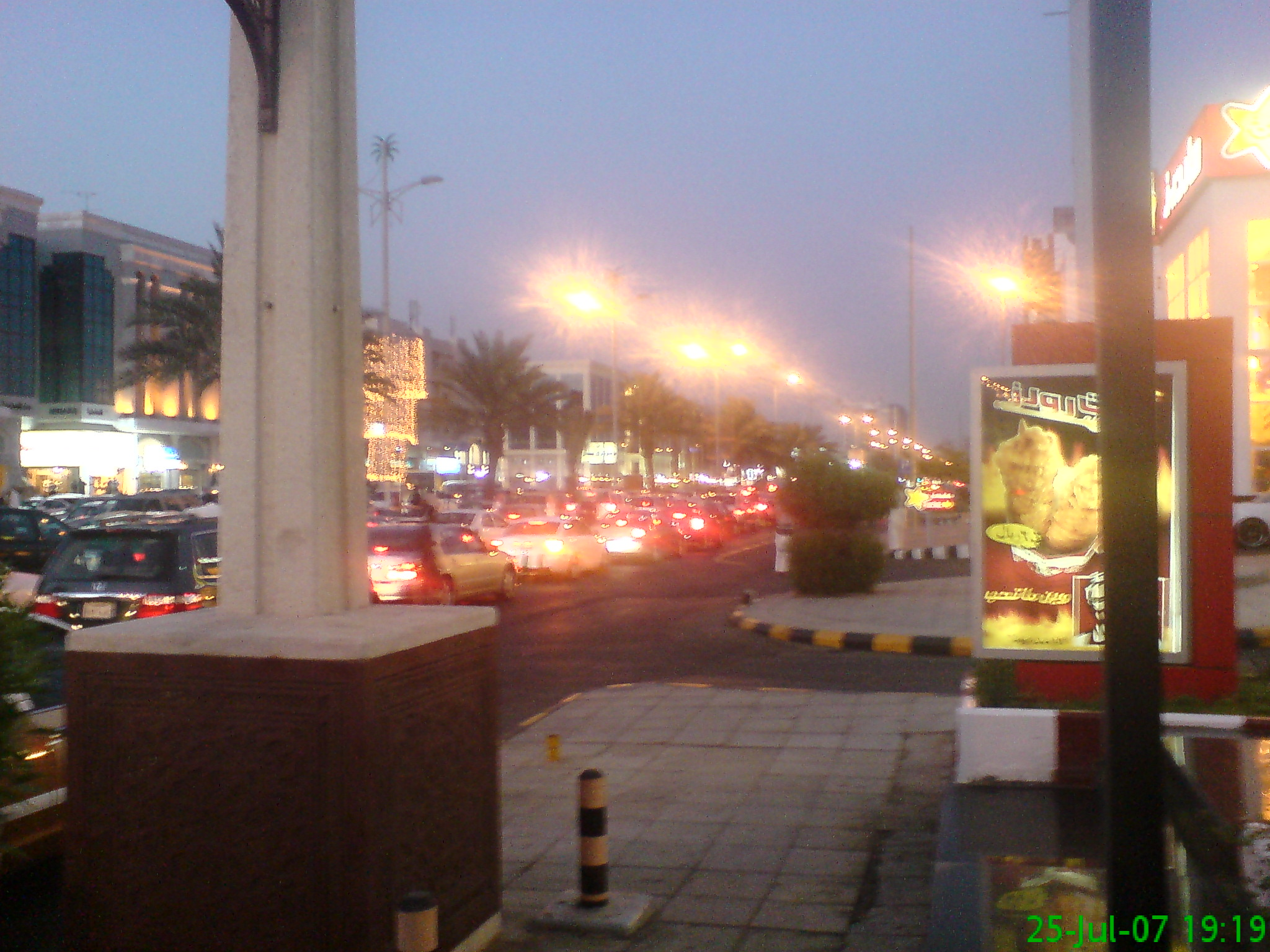
مشجعيين يتابعون مباراة السعودية واليابان
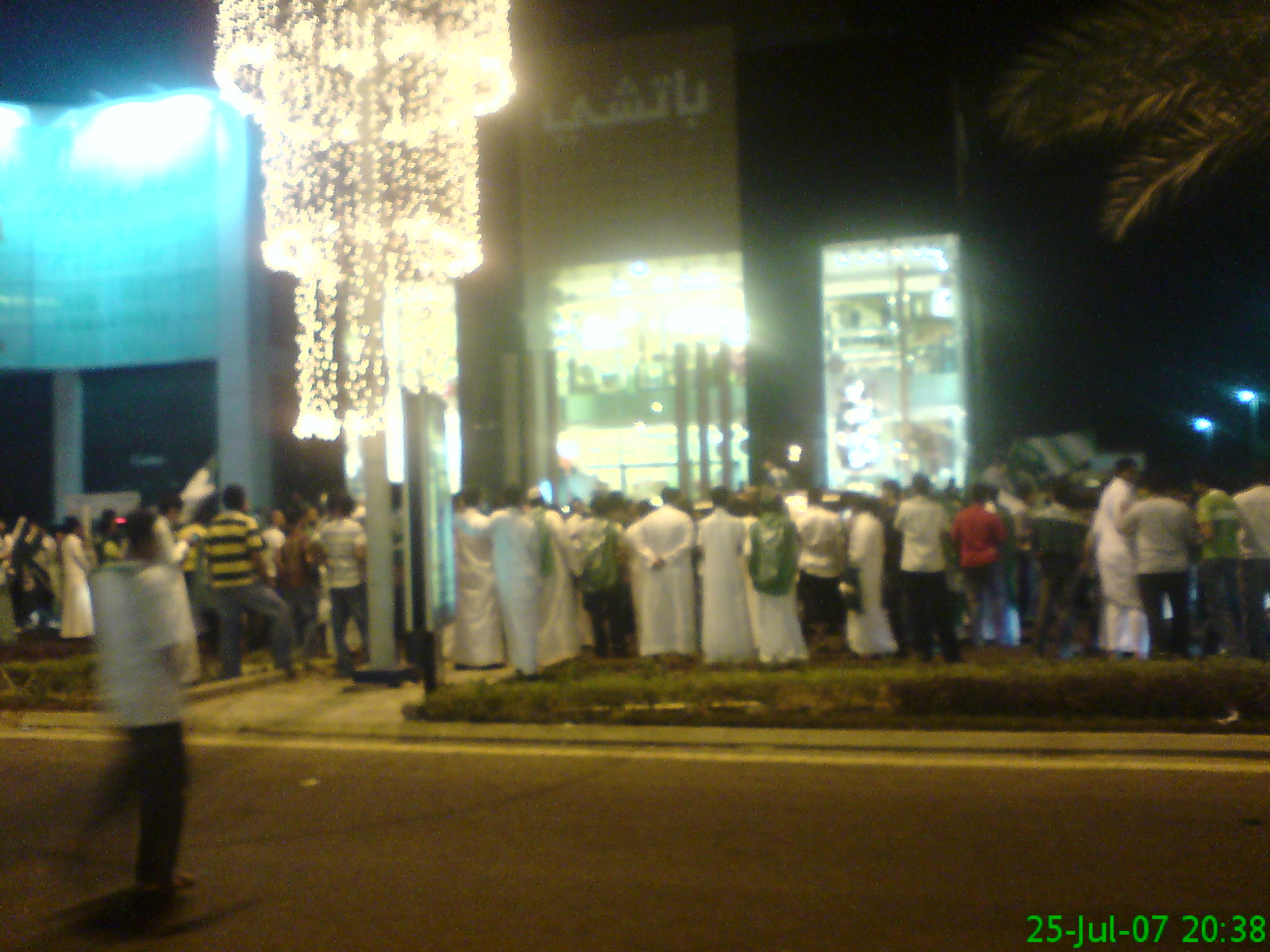
مشجعيين يتابعون مباراة السعودية واليابان
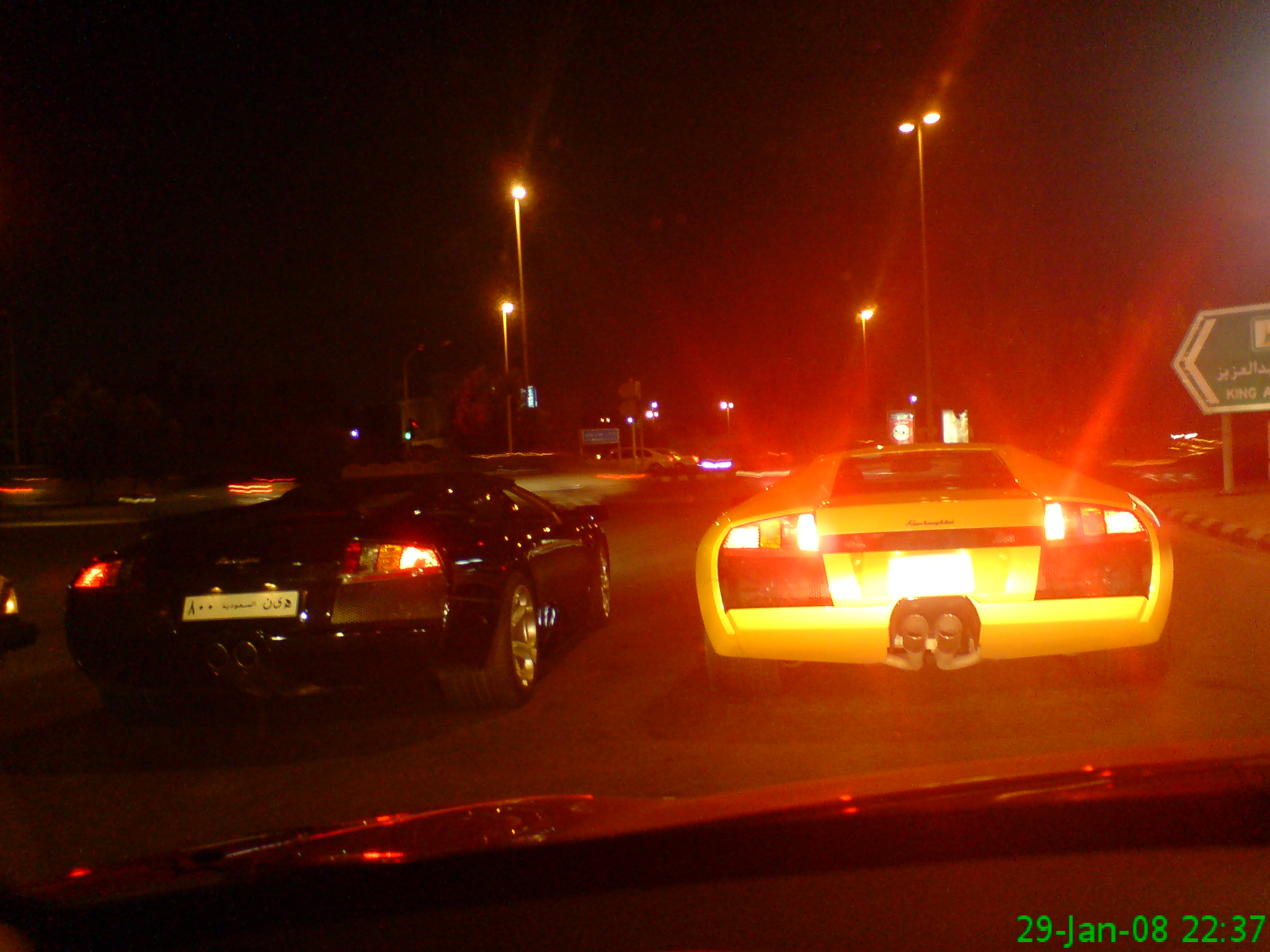
مسابقة بين سياراتين في شارع التحلية
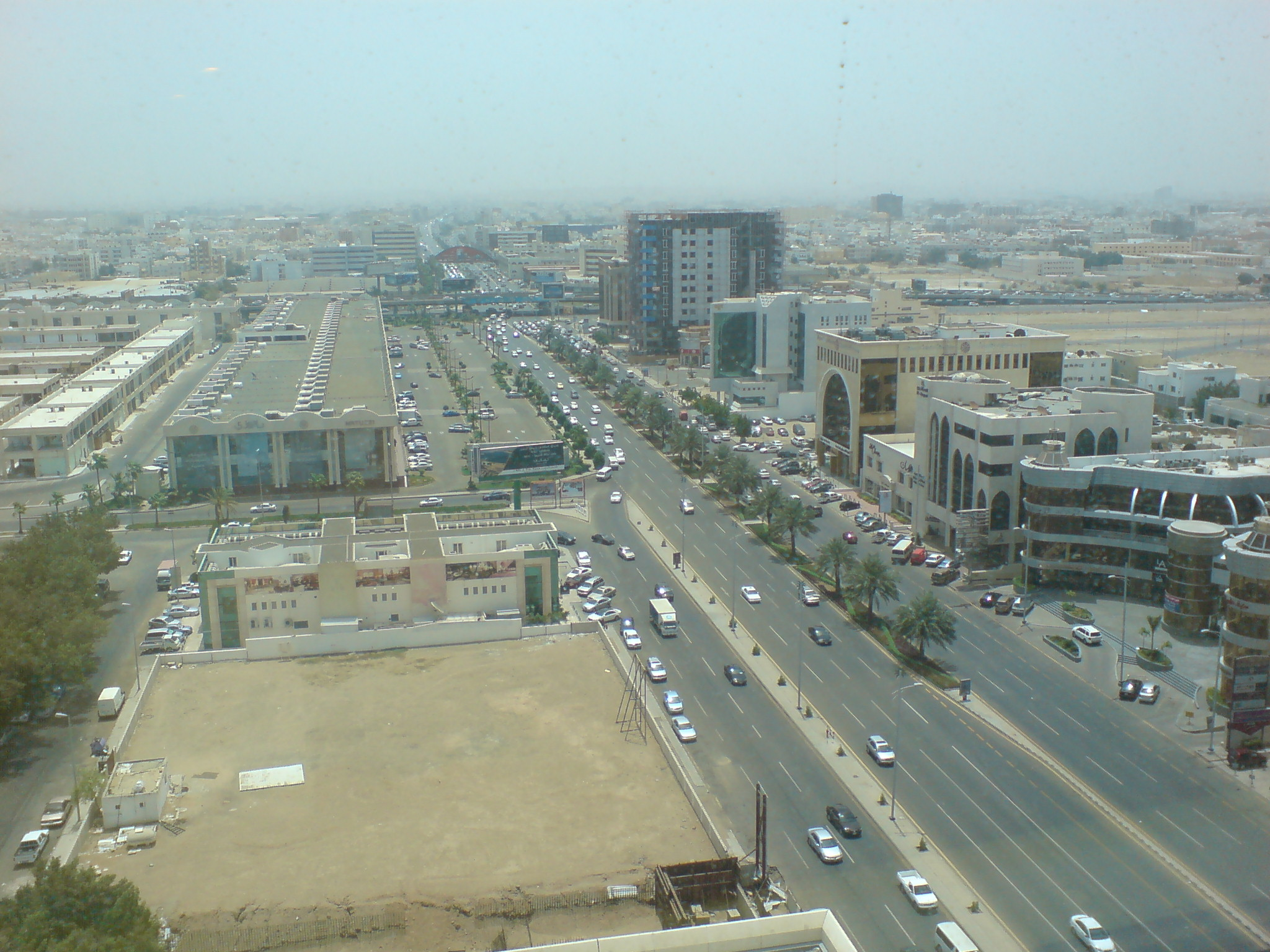
شارع التحلية كما يظهر من فوق برج بن حمران